# Puig de Mas Fonoll
El Puig de Mas Fonoll és una muntanya de 816 metres que es troba al municipi de Pontons, a la comarca de l'Alt Penedès.